# Јасмина Перазић
Јасмина Перазић (Нови Сад, 6. децембар 1960) је некадашња југословенска и српска кошаркашица, а сада кошаркашки тренер на Џорџија универзитету. Прва је српска кошаркашица која је постала члан Женске куће славних.

## Биографија
Са десет година Јасмина Перазић почела је да тренира кошарку у Новом Саду по узору на тада већ легендарну Марију Вегер-Демшар, а као несвакидашњи таленат са петнаест година отишла је у Сједињене Америчке Државе. После завршетка средње школе од 1979. до 1983. са успехом је играла за Универзитет Мериленд. Са Универизетом Мериленд је стигла до финала НЦАА шампионата 1982. У четири сезоне на овом универзитету, два пута је била изабрана међу дванаест кошаркашица САД и била је учесник Ол стар утакмица. Касније је радила као тренер на поменутом универзитету. У Југославији је одиграла само једну полусезону 1988. и са Вождовцем освојила Куп Југославије. Пред крај каријере заиграла је и у женској НБА лиги за Њујорк Либерти 1997. 2003 је примљена у Кућу славних Универзитета у Мерлинеду, а њен дрес је један од три повучених на овом универзитету.

## Репрезентација
За репрезентацију Југославије два пута је наступала на Олимпијским играма, у Москви 1980. када је освојена бронза, и четири године касније у Лос Анђелесу шесто место. Била је најкориснији играч Преолимпијског турнира 1984. у Хавани. На Европским првенствима учествовала је четири пута: 1981, 1983, 1985 и 1987. На Европском првенству 1983. освојила је четврто место са репрезентацијом Југославије и проглашена је за најкориснијег играча шампионата и изабрана је у најбољу петорку шампионата, а такође је била и најбољи стрелац са преко двадесет пет поена по мечу. На Светском првенству исте године у Бразилу била је трећи најбољи стрелац када је Југославија заузела осмо место. На Европском пренству 1985. још једном је изабрана у најбољу петорку шампионата и била најбољи стрелац шампионата са преко двадесет два поена по мечу, а на Европском првенству 1987. освојила је сребро са репрезентацијом. Са репрезентацијом је такође освојила две медаље на Универзијадама, 1983. бронзу и 1987. злато.

## Кућа славних
Године 2014. постала је наша прва кошаркашица која је примљена у Кућу славних америчке женске кошарке у Ноксвилу, Тенеси. На церемонији инагурације одржала је веома емотиван петнаестоминутни говор. На самом крају се присутнима обратила на српском језику, захвалила се бројним кошаркашицама и тренерима из Србије са којима је играла и сарађивала и истакла да јој је увек била част да игра за репрезентацију. Пожелела је успеха свим националним селекцијама и поручила да ће увек помагати нашим играчима који дођу у Америку, а говор је завршила речима Живела Република Србија.